# 阿伦德塞
阿尔特马克地区阿伦德塞（德語：Arendsee (Altmark)），简称阿伦德塞（德語：Arendsee，發音：[ˈaːʁɛntˌzeː] ⓘ），是德国萨克森-安哈尔特州萨尔茨韦德尔-阿尔特马克县的城市，得名于同名湖泊，面积269.68平方千米，2023年12月31日人口为6,666人。